# Флорида Сити (Флорида)
Флорида Сити (енгл. Florida City) град је у америчкој савезној држави Флорида. По попису становништва из 2010. у њему је живело 11.245 становника.

## Демографија
Према попису становништва из 2010. у граду је живело 11.245 становника, што је 3.402 (43,4%) становника више него 2000. године.
| Група             | 2000.         | 2010.         |
| Белци             | 549 (7,0%)    | 625 (5,6%)    |
| Афроамериканци    | 4.445 (56,7%) | 5.890 (52,4%) |
| Азијати           | 52 (0,7%)     | 39 (0,3%)     |
| Хиспаноамериканци | 2.519 (32,1%) | 4.763 (42,4%) |
| Укупно            | 7.843         | 11.245        |